# Paquet climat-énergie
Le paquet climat-énergie (ou énergie-climat) ou plan climat est un plan d'action adopté par l'Union européenne en décembre 2008 et révisé en octobre 2014, visant à mettre en place une politique commune en matière d'énergie et de lutte contre le changement climatique.

## Historique

### Sixième législature (2004-2009)
Sous la sixième législature du Parlement européen:
À la fin de 2008, ce « paquet législatif » a fait l'objet d'un accord politique entre les 27 chefs d'État et de gouvernement (lors du Conseil européen de Bruxelles des 11 et 12 décembre 2008) et a immédiatement été adopté par le Parlement européen et le Conseil — regroupant les ministres — en décembre 2008.

### Septième législature (2009-2014)
Sous la septième législature du Parlement européen:
En 2012, parallèlement et pour faciliter sa mise en œuvre, le Parlement européen a souhaité développer un réseau cohérent et décentralisé de sources et de moyens de transport d'énergies renouvelables, qui pourrait notamment être une base d'une « troisième révolution industrielle » (telle que promue par Jeremy Rifkin).

### Huitième législature (2014-2019)
Sous la huitième législature du Parlement européen et sa Commission Juncker:
En octobre 2014, la Commission européenne a adopté de nouvelles orientations données aux politiques énergétique et climatique pour renforcer le cadre existant, mais sans grande ambition selon de nombreux observateurs, en raison notamment d'une absence d'objectifs contraignants en matière d'énergies naturelles et renouvelables et d'efficacité énergétique. 
En 2015, une proposition de réforme[Laquelle ?] du système d’échange de quotas d’émissions (SEQE) est faite. 
En 2016, la Commission complète son dispositif avec un paquet « énergie propre »[Quoi ?].

## Objectifs et contenu
Ce paquet législatif a deux priorités : 
- mettre en place une politique européenne commune de l'énergie plus soutenable et durable ;
- lutter contre le changement climatique.

Le paquet climat-énergie de 2008 a pour objectif de permettre la réalisation de l'objectif « 20-20-20 » ou « 3x20 » visant à :
- faire passer la part des énergies renouvelables dans le mix énergétique européen à 20 % ;
- réduire les émissions de CO2 des pays de l'Union de 20 % ;
- accroître l'efficacité énergétique de 20 % d'ici à 2020.

Alors que les deux premières mesures sont contraignantes, la troisième n'a, jusqu'à présent, aucune valeur juridique.
En Europe, en 2008, seuls 8,5 % de la consommation énergétique provient de ressources renouvelables et propres. 
Elles doivent donc être globalement accrues de 11,5 points d'ici 2020, ce qui devrait les faire passer d'un statut marginal à un statut industriel et de généralisation.
Le paquet climat-énergie de 2014 fixe de nouveaux objectifs pour 2030 :
- 40 % de réduction des émissions de gaz à effet de serre par rapport à 1990 (seul objectif contraignant) ;
- 27 % d'énergies renouvelables dans le mix énergétique  ;
- 27 % d'efficacité énergétique.

## Textes composant le paquet climat-énergie
Le paquet climat-énergie comprend quatre textes datés du 23 avril 2009 :
| Texte                                    | Objet |
| ---------------------------------------- | --- |
| directive 2009/29/CE du 23 avril 2009    | modifie la directive 2003/87/CE afin d’améliorer et d’étendre le système communautaire d'échange de quotas d’émission de gaz à effet de serre (SCEQE)                                                 |
| directive 2009/28/CE du 23 avril 2009    | promotion de l’utilisation de l’énergie produite à partir de sources renouvelables |
| décision no 406/2009/CE du 23 avril 2009 | effort à fournir par les États membres pour réduire leurs émissions de gaz à effet de serre afin de respecter les engagements de la Communauté en matière de réduction de ces émissions jusqu’en 2020 |
| directive 2009/31/CE du 23 avril 2009    | stockage géologique du dioxyde de carbone |

On peut rapprocher de ce paquet énergie-climat deux autres textes adoptés simultanément :
| Texte                                  | Objet |
| -------------------------------------- | --- |
| règlement no 443/2009 du 23 avril 2009 | normes de performance en matière d'émissions pour les voitures particulières neuves dans le cadre de l'approche intégrée de la Communauté visant à réduire les émissions de CO2 des véhicules légers                                                                          |
| directive 2009/30/CE du 23 avril 2009  | spécifications relatives à l’essence, au carburant diesel et aux gazoles, introduction d’un mécanisme permettant de surveiller et de réduire les émissions de gaz à effet de serre, spécifications relatives aux carburants utilisés par les bateaux de navigation intérieure |

En 2016, la Commission européenne a publié un paquet « énergie propre » contenant des propositions de modifications des directives relatives à l'énergie, actualisant les objectifs et moyens définis en 2009 et intégrant l'horizon 2030 (auquel électricité renouvelable devra constituer au moins 27 % de la consommation brute finale d’électricité. Les propositions portent sur 1) l’organisation du marché de l’électricité, 2) l’efficacité énergétique, 3) le énergies renouvelables, 4) A la gouvernance de l’union de l’énergie, 4) d'autres propositions législatives.

## Contenu
Le paquet climat-énergie met en œuvre des dispositions contraignantes concernant deux des trois objectifs que s'est assignés l'Union européenne pour 2020 lors du Conseil européen de mars 2007 :
- la directive « Énergies renouvelables » 2009/28/CE fixe les objectifs de chaque pays concernant la part des énergies renouvelables dans la consommation d’énergie finale. Elle prévoit également que le secteur des transports, dans chaque État, utilise au moins 10 % d'énergie produite à partir de sources renouvelables ;
- la décision 406/2009/CE fixe les objectifs de limitation des émissions de gaz à effet de serre dans chaque État par rapport à 2005. Ces objectifs sont négatifs dans certains pays (baisse des émissions) et positifs dans d'autres (hausse limitée des émissions, dans les États pour lesquels une croissance économique importante est prévue afin de rattraper les pays les plus avancés de l'Union).

Le paquet climat-énergie prévoit aussi d'améliorer et d'étendre le système d'échange de quotas d'émissions de CO2 en renforçant son champ d'application, ses procédures de contrôle et son coût pour les pollueurs. Toutefois, la Commission souhaitait que les producteurs d'énergie soient contraints à acheter 100 % de leurs quotas de CO2 aux enchères dès 2013, le chiffre retenu est celui de 30 %.

## Sources